# Etta Gräfin von Waldersee
Etta Anna Louise Gräfin von Waldersee, geborene Baronesse von Le Fort (* 22. November 1902 in Altona; † 7. März 1978 in Kiel) war eine deutsche Adlige.

## Werdegang
Etta von Le Fort entstammte dem mecklenburgisch-baltischen Adelsgeschlecht Le Fort und war eine Nichte von Gertrud von Le Fort. Sie studierte Geschichte und Psychologie in Berlin. Noch während des Studiums war sie Mitbegründerin der Wohlfahrtsorganisation Mütterliche Hilfe und von 1922 bis 1928 ehrenamtlich als deren Geschäftsführerin tätig. 1928 heiratete sie Alfred Graf von Waldersee (1898–1984), Geschäftsführer der Firma Franz Haniel & Cie. in Duisburg. 
Zu Beginn des Zweiten Weltkrieges meldete sie sich freiwillig beim Präsidium des Deutschen Roten Kreuzes (DRK) in Berlin und übernahm das Amt der Sonderbeauftragten für Kriegsgefangene. Nach Kriegsende war sie 1945 Mitbegründerin des DRK-Landesverbandes Nordrhein und bis 1960 dessen Vizepräsidentin. Mit der Wiedergründung des DRK auf Bundesebene im Jahr 1950 wurde sie Vizepräsidentin und blieb es bis 1966.
Sie war zudem im Auftrag der Bundesregierung ab Gründung 1953 Vorsitzende des Deutschen Komitees für UNICEF sowie Mitglied im ZDF-Fernsehrat.

## Ehrungen
- 1973: Großes Verdienstkreuz mit Stern und Schulterband der Bundesrepublik Deutschland[1]
- 1977: Henry-Dunant-Medaille des Internationalen Roten Kreuzes